# مدرسه ایران‌زمین
مدرسه ایران‌زمین (انگلیسی: Iranzamin School) که با نام «مدرسه بین‌المللی ایران‌زمین تهران» نیز شناخته می‌شود، یک مدرسه بین‌المللی ترکیبی ایران و آمریکایی بود که در سال ۱۹۶۷ در تهران، ایران توسط جی. ریچارد ایروین و مری آن ایروین تأسیس شد. در سال ۱۹۷۸، در ابتدای انقلاب اسلامی، این مدرسه ۱۴۵۰ دانش‌آموز از بیش از پنجاه کشور داشت، علاوه بر این، هیئت علمی متشکل از ۱۱۲ معلم از شانزده کشور نیز در آن مشغول به تحصیل بودند.

## تاریخچه
اگرچه مدرسه ایران‌زمین از مدرسه کامیونیتی توسعه یافت، اما ریشه‌های آن به کالج البرز و تلاش‌های جاستین پرکینز، یک مبلغ مذهبی آمریکایی در ایران در قرن نوزدهم، برمی‌گردد که در ارومیه در ح. ۱۸۳۹ یک کلیسا، مدرسه و چاپخانه تأسیس کرد.
مدرسه ایران‌زمین یکی از اعضای بنیانگذار نظام آموزش بین‌المللی آی بی (IB) بود واز شورای عالی آموزش و پرورش ایران مجوز دیپلم بین‌المللی دریافت کرد. سایر مدارس IB تأسیس‌شده عبارت بودند از مدرسه بین‌المللی ژنو، کالج آتلانتیک در ولز، مدرسه بین‌المللی سازمان ملل در نیویورک، لیسه بین‌المللی سنت ژرمن در فرانسه و گوته جیمنازیوم در آلمان. برنامه درسی دیپلم بین‌المللی، که در مجموعه‌ای از امتحانات به پایان می‌رسید، فارغ‌التحصیلان موفق دبیرستان را برای پذیرش در کالج‌ها و دانشگاه‌ها در هر کجا که مایل به تحصیل بودند، از جمله ثبت‌نام در آموزش عالی در ایران به موجب تصویب دیپلم بین‌المللی توسط شورای عالی آموزش و پرورش، واجد شرایط می‌کرد.
در نتیجه انقلاب اسلامی (۱۹۷۹)، این مدرسه منحل شد. در سال ۱۹۸۰، آخرین کلاس سازمان بین‌المللی دیپلم (IB) از ایران‌زمین به پایان رسید، که تنها ۲۴ دانش‌آموز داشت. در سال تحصیلی ۱۹۸۰-۱۹۸۱، دولت اسلامی جدید ایران رابطه بین ایران‌زمین و IB را از بین برد و ایران‌زمین را به یک مدرسه سنتی پسرانه تبدیل کرد که از برنامه درسی ایجاد شده توسط دولت پیروی می‌کرد.